# Исследование органа зрения
Иссле́дование о́ргана зре́ния — исследование глаза человека посредством серии тестов, проводимых врачом-офтальмологом окулистом или ортоптистом с целью оценить остроту зрения, способность к зрительному сосредоточению, возможность различить объекты, а также другие исследования и измерения. Согласно мнению экспертов ВОЗ, все люди должны иметь доступ к периодическому и тщательному исследованию зрения в рамках плановых первичных медицинских осмотров, особенно после перенесённых травм или на фоне заболеваний глаз, ибо многие осложнения могут длительное время протекать бессимптомно. Кроме того, профилактический осмотр врачом-специалистом может выявить заболевания глаз, которые без своевременного лечения могут прогрессировать и стать причиной развития слепоты, а также глазные проявления многих системных заболеваний или признаки наличия новообразований или других аномалий головного мозга.
В идеальном варианте, осмотр глаз человека включает в себя внешний осмотр и проведение необходимого набора тестов для определения остроты зрения, изучения функции глазных и глазодвигательных мышц, (подвижности глаз, способности к аккомодации), полей зрения, измерения внутриглазного давления (тонометрия глаза) и офтальмоскопию через расширенный зрачок для изучения состояния глазного дна.
Минимальное обследование глаз состоит из тестов для определения остроты зрения, изучения функции глазных и глазодвигательных мышц, а также прямой офтальмоскопии через обычный (медикаментозно не расширенный) зрачок.

## Базовые тесты зрения

### Острота зрения
Острота зрения - это способность глаз распознавать мелкие детали и количественная мера способности глаза видеть сфокусированное изображение на определенном расстоянии. Стандартное определение нормальной остроты зрения (зрение 20/20 или 6/6) - это способность разрешать пространственный образец, разделенный углом зрения в одну угловую минуту. Термины 20/20 и 6/6 являются производными от объектов стандартных размеров, которые может видеть «человек с нормальным зрением» на указанном расстоянии. Например, если можно увидеть на расстоянии 20 футов объект, который обычно можно увидеть с 20 футов, то он имеет зрение 20/20. Если человек может видеть с 20 футов то, что нормальный человек может видеть с 40 футов, то он имеет зрение 20/40. Другими словами, предположим, что вам трудно видеть объекты на расстоянии, и вы можете видеть только на расстоянии 20 футов, а человек с нормальным зрением может видеть на расстоянии 200 футов, тогда у вас есть зрение 20/200. Терминология 6/6 используется в странах, использующих метрическая система, которая представляет собой расстояние в метрах.
Измерение производится с помощью таблиц Сивцева и Головина.

### Преломление
В физике преломление - это механизм, который искривляет путь света, когда он проходит от одной среды к другой, как когда он проходит из воздуха через прозрачные среды глаза. При осмотре глаза термин рефракция определяет идеальную коррекцию аномалий преломления.
Виды нарушения рефракции: аметропия (миопия, или близорукость, гиперметропия, или дальнозоркость), астигматизм, пресбиопия.

#### Объективная рефракция
Объективная рефракция - это рефракция, полученная без какой-либо обратной связи от пациента с помощью ретиноскопа или авторефрактора .
Чтобы провести ретиноскопию, врач проецирует полосу света на зрачок. Перед глазом мелькает серия линз. Посмотрев в ретиноскоп, врач может изучить световой рефлекс зрачка. На основе движения и ориентации этого отражения сетчатки измеряется состояние преломления глаза.
Авторефрактор - это компьютеризированный инструмент, который направляет свет в глаз. Свет проходит через переднюю часть глаза, назад, а затем снова вперед через переднюю часть глаза. Информация, возвращаемая на прибор, дает объективное измерение аномалии рефракции, не задавая пациентам никаких вопросов.

#### Субъективная рефракция
Субъективное преломление требует ответов от пациента. Обычно пациент сидит за фороптером или надевает пробную оправу и смотрит на глазную карту. Офтальмолог будет менять линзы и другие настройки, одновременно спрашивая пациента, какой набор линз дает лучшее зрение.

#### Циклоплегическая рефракция
Иногда офтальмологи предпочитают получить циклоплегическую рефракцию, особенно при попытке получить точную рефракцию у маленьких детей, которые могут искажать измерения рефракции, корректируя свои глаза с помощью аккомодации. Циклоплегические глазные капли наносят на глаз, чтобы временно парализовать цилиарную мышцу глаза.

### Тестирование поля зрения
Офтальмологическое обследование, для выявления и оценки функциональных изменений в центральном и(или) периферическом зрении.
Тестирование может быть выполнено вручную (тест Дондерса, тест Амслера), с помощью специальных приборов — например, проверка поля зрения по Гольдману (Goldmann), или автоматическими периметрами — например, анализатором поля зрения Хамфри.
Общие проблемы поля зрения включают скотому (область пониженного зрения), или различные виды гемианопсию (частичной потери поля зрения).

### Внутриглазное давление
Внутриглазное давление (ВГД) можно измерить с помощью тонометрических устройств. Глаз можно рассматривать как замкнутый отсек, в котором происходит постоянная циркуляция жидкости, которая поддерживает его форму и внутреннее давление. Тонометрия - это метод измерения этого давления с помощью различных инструментов. Нормальный диапазон составляет 10-21 мм рт.

### Исследование сетчатки
Осмотр сетчатки (осмотр глазного дна) - важная часть общего осмотра глаз. Расширение зрачка с помощью специальных глазных капель значительно улучшает обзор и позволяет тщательно исследовать периферическую сетчатку. Ограниченный обзор может быть получен через нерасширенный зрачок, и в этом случае наилучшие результаты достигаются при затемненной комнате и пациенте, смотрящем в дальний угол. Внешний вид диска зрительного нерва и сосудистой сети сетчатки также регистрируется во время исследования глазного дна.
Красный рефлекс можно увидеть , если смотреть на зрачок пациента путем прямого офтальмоскопа. Помутнение может указывать на катаракту.
Анализ сосудов сетчатки - это неинвазивный метод исследования мелких артерий и вен сетчатки, который позволяет сделать выводы о морфологии и функции мелких сосудов в других частях человеческого тела и используется, в частности, кардиологами и офтальмологами.

### Щелевая лампа
Тщательный осмотр передних структур глаза и придатков глаза часто выполняется с помощью щелевой лампы, которая представляет собой настольный микроскоп со специальным регулируемым источником освещения. Небольшой луч света, который может варьироваться по ширине, высоте, углу падения, ориентации и цвету, проходит через прозрачные среды глаза. Часто этот световой луч сужается до вертикальной «щели» во время исследования с помощью щелевой лампы. Офтальмолог осматривает освещенные структуры глаза через оптическую систему, которая увеличивает изображение глаза пациента, голова которого стабилизируется регулируемой опорой для подбородка.
Исследование позволяет исследовать все среды глаза, от роговицы до стекловидного тела, а также увеличивать изображение век и других внешних структур глаза. Окрашивание флюоресцеином перед обследованием с помощью щелевой лампы может выявить ссадины роговицы или инфекцию простого герпеса.
Обследование с помощью бинокулярной щелевой лампы обеспечивает стереоскопическое увеличенное изображение структур глаза с более высокой детализацией, что позволяет ставить точный анатомический диагноз для различных заболеваний глаза.
Также офтальмоскопию и гониоскопию можно проводить через щелевую лампу в сочетании со специальными линзами. Эти линзы включают 3-зеркальную линзу Гольдмана, одинарную линзу для гониоскопии / 4-зеркальную линзу Цейс для (окулярных) угловых структур передней камеры глаза и линзу + 90D, линзу + 78D, линзу + 66D и линзу Хруби (-56D), обследование структур сетчатки.